# Leif Nestvold-Haugen
Leif Kristian Nestvold-Haugen (Bærum, 29 de noviembre de 1987) es un deportista noruego que compitió en esquí alpino.
Participó en tres Juegos Olímpicos de Invierno, entre los años 2010 y 2018, obteniendo una medalla de bronce en Pyeongchang 2018, en la prueba de equipo mixto.
Ganó dos medallas en el Campeonato Mundial de Esquí Alpino, en los años 2017 y 2023. En la Copa del Mundo consiguió tres podios en total.

## Palmarés internacional
| Juegos Olímpicos   | Juegos Olímpicos             | Juegos Olímpicos  | Juegos Olímpicos |
| Año                | Lugar                        | Medalla           | Prueba           |
| ------------------ | ---------------------------- | ----------------- | ---------------- |
| 2018               | Pyeongchang (Corea del Sur)  | Medalla de bronce | Equipo mixto     |
| Campeonato Mundial |                              |                   |                  |
| Año                | Lugar                        | Medalla           | Prueba           |
| 2017               | Sankt Moritz (Suiza)         | Medalla de bronce | Eslalon gigante  |
| 2023               | Courchevel/Méribel (Francia) | Medalla de plata  | Equipo mixto     |